# Ryomei Tanaka
Ryomei Tanaka (田中亮明, Tanaka Ryōmei, Tajimi, 13 de outubro de 1993) é um boxeador japonês, medalhista olímpico.

## Carreira
Tanaka conquistou a medalha de bronze nos Jogos Olímpicos de Verão de 2020 em Tóquio, após confronto na semifinal contra o filipino Carlo Paalam na categoria peso mosca.